# Repülőgépgyár Levente II
Levente series là một loại máy bay huấn luyện và liên lạc của Hungary trong Chiến tranh thế giới II.

## Quốc gia sử dụng
Hungary
- Không quân Hungary

## Tính năng kỹ chiến thuật (Levente II)

Levente

Dữ liệu lấy từ Axis Aircraft of World War II
Đặc điểm tổng quát
- Kíp lái: 1
- Sức chứa: 1
- Chiều dài: 6,08 m (19 ft 11 in)
- Sải cánh: 9,45 m (31 ft 00 in)
- Chiều cao: 2,53 m (8 ft 3½ in)
- Diện tích cánh: 13,50 m² (145,32 ft²)
- Trọng lượng rỗng: 470 kg (1.036 lb)
- Trọng lượng có tải: kg (lb)
- Trọng tải có ích: kg (kg)
- Trọng lượng cất cánh tối đa: 750 kg (1,654 lb)
- Động cơ: 1 × Hirth HM 504A-2, 78 kW (105 hp)105 PS

 Hiệu suất bay 
- Tốc độ không vượt quá: km/h (knots, mph)
- Vận tốc cực đại: 160 km/h (knots, 99 mph)
- Vận tốc hành trình: km/h (knots, mph)
- Vận tốc tắt ngưỡng: km/h (knots, mph)
- Tầm bay: 650 km (nm, 404 mi)
- Trần bay: 4.500 m (14.765 ft)
- Vận tốc lên cao: m/s (ft/phút)
- Tải trên cánh: kg/m² (lb/ft²)
- Công suất/trọng lượng: W/kg (hp/lb)